# Хоентенген ам Хохрајн
Хоентенген ам Хохрајн (њем. Hohentengen am Hochrhein) општина је у њемачкој савезној држави Баден-Виртемберг. Једно је од 32 општинска средишта округа Валдсхут. Према процјени из 2010. у општини је живјело 3.661 становника. Посједује регионалну шифру (AGS) 8337053.

## Географски и демографски подаци
Хоентенген ам Хохрајн се налази у савезној држави Баден-Виртемберг у округу Валдсхут. Општина се налази на надморској висини од 368 метара. Површина општине износи 27,6 km². У самом мјесту је, према процјени из 2010. године, живјело 3.661 становника. Просјечна густина становништва износи 133 становника/km².

## Међународна сарадња
| Мјесто          | Држава  | Врста сарадње | Од    |
| --------------- | ------- | ------------- | ----- |
| Монтекијаруголо | Италија | контакт       | 1991. |
| Извор           |         |               |       |